# Список рекордных экзопланет
Ниже приведены подтверждённые экзопланеты, обладающие рекордными характеристиками.

## Расстояние
| Параметр         | Планета             | Звезда                                                | Информация          | Примечание |
| ---------------- | ------------------- | ----------------------------------------------------- | ------------------- | --- |
| Наиболее далёкая | SWEEPS-11 SWEEPS-04 | SWEEPS J175902.67−291153.5 SWEEPS J175853.92-291120.6 | 27 710 световых лет | 1. Анализ кривой блеска события микролинзирования PA-99-N2 предполагает наличие планеты, вращающейся вокруг звезды в Галактике Андромеды (2,52±0.14 млн св. лет). 2. Событие микролинзирования от двойного квазара Q0957+561 даёт основание предположить, что существует планета на расстоянии около 3,7 млрд световых лет от нас, масса которой сопоставима с массой Земли. |
| Наиболее близкая | Проксима Центавра b | Проксима Центавра                                     | 4,25 световых лет   | Планета Проксима Центавра b находится в ближайшей к Земле звёздной системе, у самой близкой к нам звезды красного карлика Проксима Центавра. |

## Характеристики планеты
| Параметр                                  | Планета                             | Звезда                     | Информация                                        | Примечание |
| ----------------------------------------- | ----------------------------------- | -------------------------- | ------------------------------------------------- | --- |
| Наибольшая масса                          | HD 29587 b                          | HD 29587                   | 55,2 ± 9,2 массы Юпитера                          | |
| Наименьшая масса                          | PSR B1257+12 A                      | PSR B1257+12               | 0,02 MЗемли                                       | 1. Масса планеты PSR B1257+12 A основана на предположении компланарности с внешними двумя планетами. 2. Возможно, система PSR B1257+12 содержит астероидный или кометный объект, но он не достаточно массивный для классификации в качестве планеты. |
| Наибольший радиус                         | Proplyd 133-353                     | Экзопланета-сирота         | 7,4 ± 0,3 – 8,0 ± 1,1 RЮпитера                    | Кандидатная планета-изгой / суббурый карлик с фотоиспаряющимся диском. Она расположена в скоплении туманности Ориона. Ей 500 000 лет, и это одна из самых молодых известных экзопланет.                                                              |
| Наименьший радиус                         | Кеплер-1998b                        | Kepler-1998                | 0,6 ± 0,08 −0.04 RЗемли                           | |
| Самая высокая температура поверхности     | KOI-55 b                            | KOI-55                     | 7662 °C                                           | Планета горячее Солнца и ядра Земли |
| Наименьшая температура поверхности        | Проксима Центавра c                 | Проксима Центавра          | -234,2 °C (38,8 К)                                | |
| Наибольшая плотность                      | Kepler-131c                         | Kepler-131                 | ~77 г/см³                                         | Ранее наиболее плотными планетами считались PSR J1719-1438 b с плотностью ~23 г/см³ и LHS 1815b с плотностью ~37г/см³. |
| Наименьшая плотность                      | Kepler-51b, Kepler-51c и Kepler-51d | Kepler-51                  | 0,06-0,03 г/см³                                   | |
| Наименьшее альбедо                        | TrES-2 b                            | GSC 03549-02811            | Геометрическое альбедо < 1 %                      | Модель наилучшего приближения показывает около 0,04 % |
| Наиболее молодая                          | Proplyd 133-353                     | Экзопланета-сирота         | Возраст планеты 500 тысяч лет.                    | Кандидатная планета-изгой / суббурый карлик с фотоиспаряющимся диском. Она расположена в скоплении туманности Ориона. |
| Наиболее старая                           | Две планеты в системе HIP 11952     | HIP 11952                  | Возраст планет 12,8 млрд лет.                     | Возможно, планеты моложе и сформировались гораздо позже звезды, но исследователи считают это маловероятным. |
| Наиболее удалённая от родительской звезды | 2MASS J2126-8140                    | TYC 9486-927-1             | Большая полуось 6900 а. е.                        | Предыдущий рекорд принадлежал GU Рыб b — 2000 ± 200 а. е. |
| Самая крупная кольцевая система           | 1SWASP J140747.93-394542.6 b        | 1SWASP J140747.93-394542.6 | Внешний радиус последнего кольца около 90 млн км. | |

## Параметры орбиты
| Параметр                                               | Планета                   | Звезда         | Информация                                                                                       | Примечание                                                   |
| ------------------------------------------------------ | ------------------------- | -------------- | ------------------------------------------------------------------------------------------------ | ------------------------------------------------------------ |
| Наибольший орбитальный период (Самый длинный год)      | 2MASS J2126-8140          | TYC 9486-927-1 | ~1 000 000 лет                                                                                   | Предыдущий рекорд принадлежал GU Рыб b — 163 000 лет.        |
| Наименьший орбитальный период (Самый короткий год)     | PSR J1719-1438 b          | PSR J1719−1438 | 0,09 дней (2,16 часов)                                                                           |                                                              |
| Наибольший эксцентриситет                              | HD 20782 b                | HD 20782       | Эксцентриситет 0,97 ± 0,01                                                                       |                                                              |
| Наименьший эксцентриситет                              | HD 209458 b               | HD 209458      | Эксцентриситет 0,014                                                                             |                                                              |
| Наиболее близкие друг к другу планеты                  | Kepler-36 b и Kepler-36 c | Kepler-36      | минимальное расстояние между планетами 1,9 млн км (в 20 раз меньше, чем между Землёй и Венерой). | Планеты сближаются на минимальное расстояние каждые 97 дней. |
| Наибольший наклон орбиты (относительно плоскости неба) | HAT-P-2 b                 | HAT-P-2        | наклон 90°                                                                                       |                                                              |
| Наибольшая орбита                                      | 1RXS1609 b.               | 1RXS1609       | ~330 а. е.                                                                                       | Собственное движение подтверждено 9 ноября 2010 года.        |
| Наименьшая орбита                                      | PSR J1719-1438 b          | PSR J1719−1438 | 0,004 а. е.                                                                                      |                                                              |

## Параметры звезды
| Параметр                                              | Планета       | Звезда      | Информация          | Примечание |
| ----------------------------------------------------- | ------------- | ----------- | ------------------- | --- |
| Самая высокая металличность                           | HD 126614 Ab  | HD 126614 A | [Fe/H]=+0,56        | |
| Самая низкая металличность                            | HIP 13044 b   | HIP 13044   | [Fe/H]=−2,09 ± 0,26 | Эта звезда образовалась в другой галактике, и стала частью Млечного Пути, когда (около 6-9 млрд лет назад) была поглощена её родительская галактика.                         |
| Наибольшая масса родительской звезды                  | HD 13189 b.   | HD 13189    | 4,5 ± 2,5 M☉        | Предел погрешности предполагает, что, возможно, эта звезда не является наиболее массивной известной звездой, обладающей планетой. Звезда NGC 4349-127 имеет массу 3,9±0,3 M☉ |
| Наименьшая масса родительской звезды                  | 2M J044144 b. | 2M J044144  | 0,02 M☉             | |
| Наибольший радиус звезды                              | R Льва b      | R Льва      | 299-350 R☉          | Звезда принадлежит к типу переменных Миры. |
| Наименьший радиус звезды (главная последовательность) | Kepler-42 b   | Kepler-42   | 0,17 ± 0,05 R☉      | |

## Параметры системы
| Параметр                                               | Система    | Планеты | Звезды | Примечание |
| ------------------------------------------------------ | ---------- | ------- | ------ | --- |
| Система с наибольшим количеством подтверждённых планет | Kepler-90  | 8       | 1      | Ранее рекордсменами считались звёздные системы: Kepler-11 с 6 планетами; TRAPPIST-1, HD 10180 и HR 8832 с 7 планетами.    |
| Система с наибольшим количеством звёзд                 | Kepler 64  | PH1 b   | 4      | Ранее рекордсменом считалась звёздная система 91 Водолея состоящая из трёх звезд. Возможно, что 91 Водолея - пятикратная. |
| Система с наибольшим числом планет в зоне обитаемости  | TRAPPIST-1 | 7       | 1      | Орбита 4-х планет этой системы (d, e, f и g) находится в зоне обитаемости.                                                |